# Bester
Bester (Huso huso x Acipenser ruthenus) – ryba hodowlana uzyskana w 1952 roku w wyniku skrzyżowania samicy bieługi (Huso huso) z samcem sterleta (Acipenser ruthenus). Nazwa pochodzi od pierwszych członów angielskich nazw rodziców beluga-sterlet. Bester osiąga większe rozmiary niż sterlet i nadaje się do hodowli stawowej.